# 趙位寵
趙 位寵（チョ・ウィチョン、? - 大定16年（1176年））は、高麗の武臣。武臣政権の成立に抵抗して反乱を起こしたが、敗死した。

## 生涯
『高麗史』によると、趙位寵の家系は亡失して伝わらない。ただし、彼が「行伍（兵卒）より始めて八座（尚書）の位に就いた」という記録を見ると、低い身分で出世した武臣であったと推測される。毅宗の治世末には兵部尚書として西京留守に赴任した。毅宗24年（1170年）、鄭仲夫・李義方などの武将が主導した庚寅の乱により毅宗は廃位され、文臣らに対する殺戮が行われたことに伴い、武臣政権が成立した。3年後、毅宗が金甫当の乱に巻き込まれ殺害されると、趙位寵は西京を根拠に挙兵することを謀った。
明宗4年（1174年）9月、毅宗殺害の罪を追及するという名分で決起した趙位寵は各地に檄文を飛ばし、中央政府に対抗して反乱に参加するよう提案し、これに北界の40余りの城が応えた。高麗朝廷は、平章事の尹鱗瞻を送り、西京の反乱を討伐させたが、尹鱗瞻の率いる官軍は岊嶺（慈悲嶺）で大敗し、逆襲に出た反乱軍の先鋒隊が開京付近にまで近づいた。戦況が緊迫すると、朝廷の実権者である李義方が出戦して大同江岸に至って西京を攻略し、趙位寵は籠城をしながら持ち堪えた。西京の陥落に失敗した李義方は、趙位寵の子の趙卿らを捕らえて斬し、開京に帰還して再出戦を準備したが、同年12月に鄭仲夫により殺害された。
明宗5年（1175年）正月、反乱軍が東界の耀徳を攻めると、朝廷は李義方が誅されたことを機に趙位寵に投降を勧めた。趙位寵は、最初は降伏の意思を明らかにしたが、すぐに撤回して軍事行動を止めなかった。一方、東界から進撃した杜景升の率いる官軍の別働隊が西京以北の要地である漣州を陥落させ、開京では毅宗の国喪が行われたことにより、挙兵の名分と軍勢を失った趙位寵の立場は急激に萎縮し始めた。窮地に追い込まれた趙位寵は、金朝に北界を捧げる条件で支援を求めたが、すでに明宗を高麗国王に冊封した金の世宗はこの要請を拒否し、趙位寵が送った使者も高麗に押送させた。趙位寵に加担した西北地方の州鎮らも次々と離脱し、官軍の攻勢に連敗したり、西京の包囲状態が長期化すると、反乱軍の気勢は大きく挫かれた。
明宗6年（1176年）6月、西京が尹鱗瞻と杜景升の官軍により陥落されると、趙位寵は斬刑に処せられ、その首級は開京の市場通りで晒された。これにより、2年にわたる趙位寵の乱は完全に鎮圧された。